# Érymanthe (rivière)

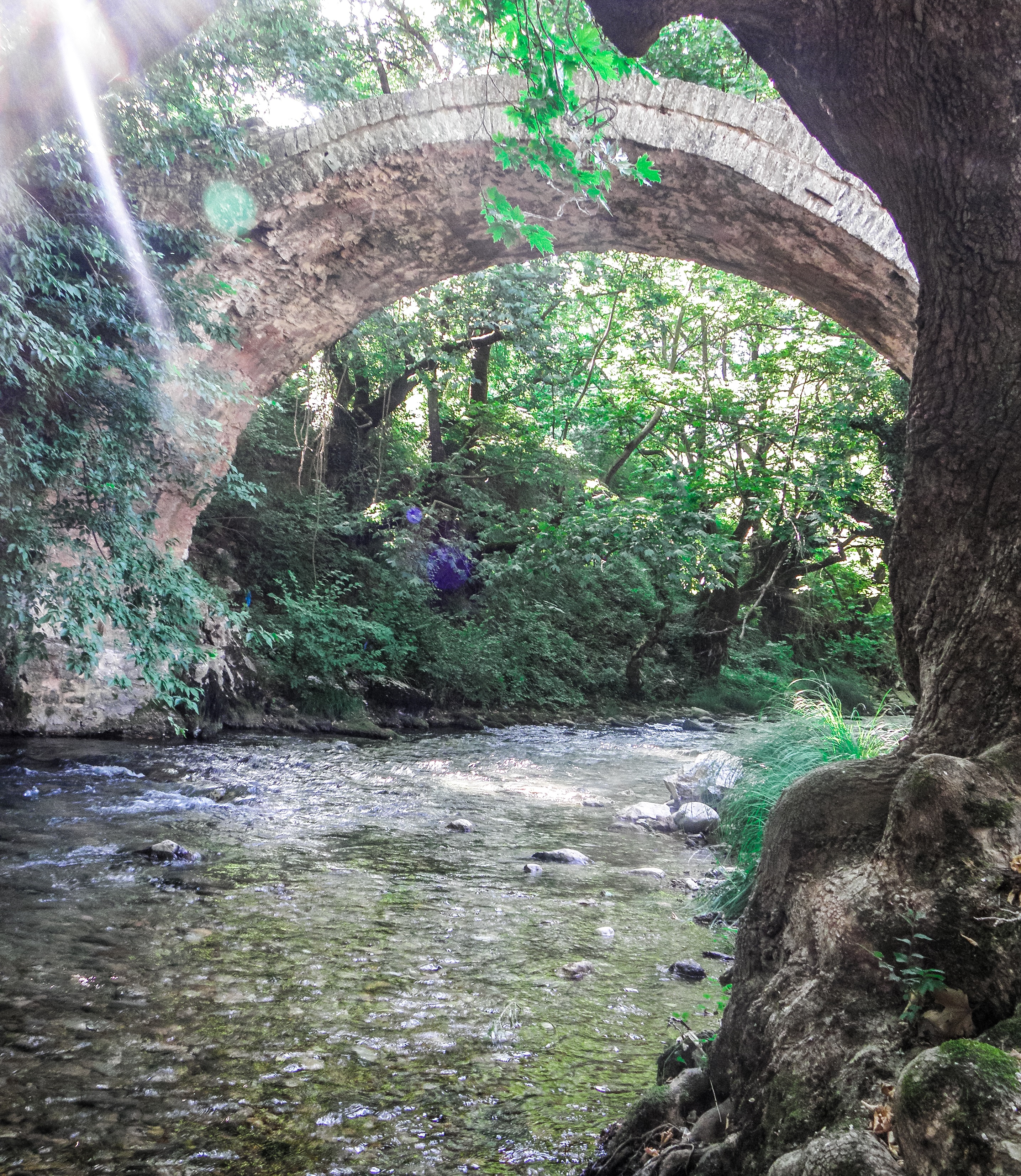
Pont sur l'Érymanthe à la confluence de Tripotamia (« trois-rivières »), à la limite entre l'Arcadie et l'Élide.

L’Érymanthe (en grec ancien et moderne : Ερύμανθος / Erýmanthos signifiant « fleur de printemps » ou « fleuri au printemps ») est une rivière du Péloponnèse qui coule du nord vers le sud, affluent de la rive gauche de l'Alphée.

## Sources
1. ↑  (el) « Ποταμός Αλφειός, ή Ρουφιάς », sur Υπουργείου Αγροτικής Ανάπτυξης & Τροφίμων (Ministère du développement rural et de l'alimentation).
2. ↑  Le Dictionnaire universel d'histoire et de géographie, Paris 1878 Dictionnaire universel d'histoire et de géographie, Paris, Hachette et Cie, 1878, 25e éd. (1re éd. 1847), 2080 p. (lire en ligne), p. 1021